# Bertrand Traoré
Bertrand Isidore Traoré (ur. 6 września 1995 w Bobo-Dioulasso) – burkiński piłkarz, występujący na pozycji napastnika w holenderskim klubie Ajax Amsterdam oraz w reprezentacji Burkina Faso. Brązowy medalista Pucharu Narodów Afryki 2017. Uczestnik Pucharu Narodów Afryki 2012, 2015, 2021 i 2023.
W swojej karierze występował m.in. w takich klubach jak: Chelsea, Olympique Lyon, Aston Villa, Villarreal CF czy Ajax Amsterdam.

## Kariera klubowa
Karierę piłkarską rozpoczął w klubie ASF Bobo-Dioulasso. W 2010 roku wyjechał do Francji i został piłkarzem AJ Auxerre. W sezonie 2010/2011 grał w rezerwach tego klubu. W 2011 roku podpisał kontrakt z Chelsea i został zawodnikiem rezerw Chelsea. W styczniu 2014 roku sfinalizował 4,5 letni kontrakt w wyniku czego został zawodnikiem pierwszej drużyny londyńskiego klubu.
19 września 2020 przeszedł do angielskiego klubu Aston Villa. Kwota transferu wyniosła około 17 milionów funtów.

## Kariera reprezentacyjna
Ma za sobą grę w młodzieżowych reprezentacjach Burkina Faso. W 2009 roku z kadrą U-17 zagrał na Mistrzostwach Świata U-17, a w 2011 roku na Mistrzostwach Afryki U-17, które Burkina Faso wygrała. W reprezentacji seniorskiej Traoré zadebiutował w 3 września 2011 roku w wygranym 1:0 towarzyskim meczu z Gwineą Równikową. W 2012 roku został powołany do kadry na Puchar Narodów Afryki 2012.